# ガブリエル・レンジ
ガブリエル・レンジ（Gabriel Range）は、イギリスの映画監督・脚本家。ジョージ・W・ブッシュの暗殺を設定した架空の政治ドキュメンタリー『大統領暗殺』で最もよく知られている。

## 来歴
レンジは、ドキュメンタリーやドキュドラマに移る前にジャーナリストとして働いていた。 2003年にドキュメンタリーのスタイルで語る長編ドラマ「イギリスが止まった日（英語: The Day Britain Stopped）」の脚本と監督をした。この映画は、英国アカデミー（BAFTA）のテレビクラフト賞の最優秀新監督賞にノミネートされ、王立テレビ協会（英語: Royal Television Society）のクラフトアンドデザイン賞を受賞した。
2005年『大統領暗殺』の脚本および監督をし、これは2006年トロント国際映画祭で公開された。この映画は、合計6つの賞を受賞した。トロント国際批評家賞（FIPRESCI）、テレビ映画/ミニシリーズ部門国際エミー賞、王立テレビ協会デジタルチャンネルプログラム部門RTSテレビ賞、ブリュッセル映画祭（英語: Brussels Film Festival (BRFF)）RTBFテレビ賞最優秀映像賞、バンフ世界メディア祭（英語: Banff World Media Festival）より作品賞と監督賞。この映画は、2007年に英国アカデミー賞テレビ部門から最優秀視覚効果賞にもノミネートされた。
『大統領暗殺』は米国のニューマーケットフィルムズが配給し、ニューヨークオブザーバーのレックス・リードは、この映画を「賢く、思慮深く、そして完全に信じられる。これは政治的問題なしに誰もが見るべき映画」とした。トロント・スターのピーター・ハウエルは「この映画のより深い意図は…重要な歴史的論争作品の総合へ昇華することだ。ピーター・ワトキンス（英語: Peter Watkins）の『ウォー・ゲーム (1966年映画)（英語: The War Game）』、コスタ＝ガヴラスの『Z (映画)』、そしてより原点となる、ミシェル・ブローの『命令（映画）（英語: Orders (1974 film)）（Les Ordres）』など 。知的人なら誰でも『大統領暗殺』を見るべきだ」と語った。この映画は40カ国以上で劇場公開されている。
レンジは、スクリーン・インターナショナル（英語: Screen International）にて2006年の「スターズ・オブ・トゥモロー」に認定され、「革新的で説得力のあるドラマドキュメンタリーの作成者…その妥当性、自然主義、完全性を称賛する」と評価付けされた。
2009年に『私は奴隷（英語: I Am Slave）』の製作を開始した。『ラストキング・オブ・スコットランド』と『Queen Victoria 至上の恋』の脚本家であるジェレミー・ブロック（映画監督）（英語: Jeremy Brock）によって書かれ、アンドレア・カルダーウッドによって製作されたこの映画は、メンデ・ナーゼルとダミアン・ルイスの本「奴隷（Slave）」に基づいている。ウンミ・モサク、アイザック・デ・バンコール、ヒアム・アッバス、ルブナ・アザバルが主演するこの映画は、2010年トロント映画祭で国際初公開した。ハリウッド・リポーターは、レンジの微妙なタッチを賞賛し、「心を引き裂く」「予期せず心を掴む」映画だと表現した。デイリー・テレグラフに書いているジョシュ・プリンスは、「衝撃的な正確さと本当の感情的一撃の映画」と表現した。イギリスでのプレミアは2021年チャンネル4で行われ、2011年のBAFTAテレビ賞の対象となり、ベスト・シングル・ドラマ部門にノミネートされた。『私は奴隷』は、2021年UKミュージックビデオ/映画賞の最優秀イギリス映画を受賞、Broadcast Award（Best Single Drama）とOne World Media Awardにノミネートされた。

## 主な作品
- スターダスト（2020年）
- 私は奴隷（2010年）
- 大統領暗殺（2006年）
- イギリスを壊した男（テレビ映画、2004年）
- スーパースルース：メネンデス殺人事件（テレビ映画、2003年）
- イギリスが止まった日（テレビ映画、2003年）
- グレートドーム強盗（2002年）